# Gösta Svensson (båtbyggare)
Gösta Svensson var en svensk båtbyggare och segelbåtkonstruktör verksam på 1900-talet.
Gösta Svensson gick i lära hos båtbyggaren Carl Andersson (1894-1979) i Sundsandvik. Han hade från omkring 1938 ett eget båtbyggeri i Lysekil. Han byggde bland annat ett antal kappseglingsbåtar av typen Drake.
Han konstruerade 1943 den 6,8 meter långa segelbåttypen Tärnunge för Segelsällskapet Gullmar i Lysekil. Den byggdes för ungdomsbruk.
Det byggdes 25 exemplar, varav det fanns fem bevarade 2014. Tärnungen Mia, byggd 1961 på Säffle båtbyggeri, k-märktes 2010 av Sjöhistoriska museet.

## Konstruerade båtar
- 1943 Tärnungen, segelbåt, den första byggd 1946
- Gullmarsekan, segelbåt